# 三氯化铕
三氯化銪又稱氯化銪(III)、氯化铕（化学式：EuCl3），是稀土金属铕(III)的氯化物。
氯化銪是黃色的固體，低于或等于熔点時會分解生成氯化銪(II)（EuCl2）。它有強烈的吸水性，无水物暴露在潮濕的空氣中時會迅速吸水轉變為白色結晶六水合物（EuCl3‧6H2O）。
它可溶於水，无水物易溶于乙醇（類似SmCl3）。氯化铕(III)为UCl3结构，含有九配位的铕原子。

## 製備
加熱氯化銪的水合物会造成少量水解。無水氯化銪可以由六水合氯化銪與氯化亚砜（SOCl2）混合加熱約15小時制备。

## 用途
- 氯化銪在金製容器中缓慢加热至700°C下用氢气還原可以制得氯化铕(II)。

2 EuCl3+H2->2 EuCl2+2 HCl
- 無水氯化銪可用來製備銪的有機金屬化合物，如双(五甲基环戊二烯基)铕(II)配合物。[3]
- 氯化銪可用來製備其他銪鹽。